# Ivan XIII.
Ivan XIII., papa od 1. listopada 965. do 6. rujna 972. godine.